# Campeonato de Primera División 1910 (Argentina)
La Copa Campeonato 1910 fue el décimo noveno torneo de la Primera División del fútbol argentino. Se disputó entre el 24 de abril y el 8 de diciembre, en dos rondas por el sistema de todos contra todos.
Vio campeón por novena vez al Alumni Athletic Club.
El único descenso le correspondió al Club Atlético Argentino de Quilmes, que se ubicó último en la tabla de posiciones final.

## Ascensos y descensos
| Pos | Equipo ascendido                   |
| --- | ---------------------------------- |
| 1.º | Gimnasia y Esgrima de Buenos Aires |

| Pos  | Equipos descendidos en la temporada 1909 |
| ---- | ---------------------------------------- |
| 10.º | Reformer                                 |
| 11.º | Lomas Athletic                           |

De esta manera, el número de participantes se redujo a 9 equipos.

## Tabla de posiciones final
| Pos | Equipo                  | Pts | PJ | G  | E | P  | GF | GC | Dif |
| --- | ----------------------- | --- | -- | -- | - | -- | -- | -- | --- |
| 1.º | Alumni                  | 25  | 16 | 10 | 5 | 1  | 42 | 13 | 29  |
| 2.º | Porteño                 | 21  | 16 | 8  | 5 | 3  | 33 | 25 | 8   |
| 3.º | Belgrano Athletic       | 19  | 16 | 8  | 3 | 5  | 42 | 24 | 18  |
| 4.º | Estudiantes (BA)        | 19  | 16 | 8  | 3 | 5  | 33 | 29 | 4   |
| 5.º | San Isidro              | 18  | 16 | 6  | 6 | 4  | 30 | 27 | 3   |
| 6.º | Gimnasia y Esgrima (BA) | 15  | 16 | 5  | 5 | 6  | 29 | 25 | 4   |
| 7.º | River Plate             | 12  | 16 | 4  | 4 | 8  | 27 | 37 | -10 |
| 8.º | Quilmes                 | 8   | 16 | 2  | 4 | 10 | 24 | 52 | -28 |
| 9.º | Argentino de Quilmes    | 7   | 16 | 2  | 3 | 11 | 21 | 49 | -28 |

|  |            |
|  | Campeón    |
|  | Descendido |

## Descensos y ascensos
Argentino de Quilmes descendió a Intermedia, el nuevo torneo de segunda división, y se produjo el ascenso del Racing Club para el campeonato de 1911.

## Goleadores
| Jugador              | Jugador               | Goles | Equipo |
| -------------------- | --------------------- | ----- | ------ |
| Bandera de Argentina | Arnoldo Watson Hutton | 16    | Alumni |